# Nicolás Combarro
Nicolás Combarro (La Coruña, 1979) es un fotógrafo y artista español.

## Biografía
En sus inicos estudió en Santiago, pero también estudió comunicación audiovisual en la Universidad Complutense Madrid entre 2000 y 2006. Realizó su primera exposición colectiva en la Sala Butzlab de Hamburgo en 2005 e individual en la galería Moriarty de Madrid. En 2004 creó junto al también fotógrafo Alberto García-Alix y su hermano Carlos García-Alix la productora “No hay penas”. Con ellos participó en la muestra en el Museo Nacional Centro de Arte Reina Sofía "De donde no se vuelve" en 2008. Como documentalista, ha realizado en 2017 Alberto García-Alix: la línea de sombra, seleccionada en el Festival de Cine de San Sebastián. Reside en la Casa de Velázquez en 2023-2024.

## Premios
- Primer premio de fotografía INJUVE 2006
- IV Premio de Fotografía El Cultural en 2006
- Premio Festival OFF Saab de Photoespaña 08.[3]